# Фуруяма, Комао
Комао Фуруяма (яп. 古山 高麗雄 Фуруяма: Комао:, 6 августа 1920 года — 14 марта 2002 года) — японский писатель.
Родился в Корее. Во время Второй мировой войны служил в японской армии (хотя был противником военных действий), воевал в Индокитае. После войны некоторое время находился во французском лагере для военнопленных. После возвращению в Японию работал журналистом. Автор ряда произведений, основой для которых послужил его военный опыт. В романах Фуруямы реалистично отражены тяготы и ужасы войны, безжалостность людей, втянутых в военные события. Однако наряду с этим в его произведениях во множестве присутствуют и нотки оптимизма, надежда на светлую сторону человека, его гуманизм и здравый смысл.
В 1970 году был удостоен премии Рюноскэ Акутагавы (за роман «プレオー8の夜明け» о жизни в камере тюрьмы для военных преступников в Сайгоне), а в 1994 году — премии Ясунари Кавабаты.